# .gf
.gf為法國海外屬地法屬圭亞那國家及地區頂級域（ccTLD）的域名，於1996年7月25日啟用。不過該域名在法属圭亚那也很少使用，有时會用于交友网站。

## 外部連結
- IANA .gf whois information（页面存档备份，存于）
- .gf domain registration website